# キャロライン・レイ
キャロライン・レイ（Caroline Rhea,  1964年4月13日 - ）は、カナダ出身の女優、声優、コメディアンである。

## 来歴
1964年、カナダのケベック州モントリオールに生まれる。母親はアンティークのディーラーで、父親は産婦人科学者だった。
学業を終えるとニューヨークへ移り、スタンダップコメディアンとしてキャッチ・ア・ライジング・スターやコメディ・ストリップ・ライブなどといったコメディクラブの舞台に立つようになる。同時期に共演していたコメディアンにはクリス・ロック、ルイ・C・K、デイブ・アテル、マーク・マロン、ジム・ガフィガンらがいた。女性ならではのスタンダップコメディは業界内外で評価を獲得し、MTVで舞台の様子が中継されたほか、HBOやショウタイムでも特別番組が制作された。
スタンダップコメディアンとしての成功を収めたのち、1990年に入ると本格的な女優活動を開始する。ハリウッドがあるロサンゼルスへ移り、『Pride & Joy』などのテレビドラマシリーズに出演した。特に有名なのは1996年からレギュラーキャストとして参加したシットコムのテレビドラマシリーズ『サブリナ』で、同作ではメリッサ・ジョーン・ハート演じる10代の魔女の叔母ヒルダ・スペルマン役をコミカルに演じた。
ドラマ以外のテレビ番組でも2002年から2003年まで平日午後のトーク番組『The Caroline Rhea Show』でホストを務めたほか、2004年から2006年までリアリティ番組『The Biggest Loser』で司会を担当するなど、テレビを中心にキャリアを重ね、確固たる地位を築き上げた。2007年から2015年まではテレビアニメシリーズの『フィニアスとファーブ』にレギュラー出演するなど、声優としても活動している。

## 私生活
2007年から2010年までコメディアンのコスタキ・エコノモポロスと交際していた。2008年には娘のエヴァが生まれている。

## 出演作品

### 映画
- ミートボール3/魔女と童貞ボーヤ Meatballs III: Summer Job (1986)
- Fools for Love (1993) ※テレビ映画
- The Shot (1996)
- マン・オン・ザ・ムーン Man on the Moon (1999)
- Ready to Rumble (2000)
- Mom's Got a Date with a Vampire (2000)
- Happy Birthday (2001)
- クランク家のちょっと素敵なクリスマス Christmas with the Kranks (2004)
- パーフェクト・マン ウソからはじまる運命の恋 The Perfect Man (2005)
- To Be Fat Like Me (2007) ※テレビ映画
- Two Dreadful Children (2007) ※声の出演
- Fast Girl (2008)
- Love N' Dancing (2009)
- Larry the Cable Guy's Hula-Palooza Christmas Luau (2009)
- Phineas and Ferb the Movie: Across the 2nd Dimension (2011) ※声の出演
- Sunshine Sketches of a Little Town (2012) ※テレビ映画
- The Christmas Consultant (2012) ※テレビ映画
- Bruno & Boots シリーズ
  - Bruno & Boots: Go Jump in the Pool (2016) ※テレビ映画
  - Bruno & Boots: The Wizzle War (2017) ※テレビ映画
  - Bruno & Boots: This Can't Be Happening at Macdonald Hall (2017) ※テレビ映画
- A Very Sordid Wedding (2017)

### テレビドラマ
- ABC TGIF (1990)
- Pride & Joy (1995)
- ドリュー・ケリー DE ショー! The Drew Carey Show (1996)
- サブリナ Sabrina, the Teenage Witch (1996 - 2003)
- Dr. Katz, Professional Therapist (1997)
- スイート・ライフ The Suite Life of Zack and Cody (2005 - 2006)
- Sordid Lives: The Series (2008)
- ベイビーダディ Baby Daddy (2013)
- Maron (2014)
- 私と彼とマンハッタン Manhattan Love Story (2014)
- NYボンビー・ガール 2 Broke Girls (2015)
- The Grinder (2016)
- シドニーとがんばりマックス Sydney to the Max (2019 - 2021)
- サブリナ: ダーク・アドベンチャー Chilling Adventures of Sabrina (2020)

### テレビアニメ
- Happily Ever After: Fairy Tales for Every Child (2000)
- サンタクロース・ブラザーズ The Santa Claus Brothers (2001) ※テレビ映画
- 学園パトロール フィルモア Fillmore! (2002)
- フィニアスとファーブ Phineas and Ferb (2007 - 2015)

### ビデオゲーム
- Sabrina, the Teenage Witch: Spellbound (1998)